# Капитан Поль
«Капитан Поль» (фр. Le capitaine Paul ) — историко-приключенческий роман французского писателя Александра Дюма-отца, написанный им в соавторстве с Адриеном Доза и опубликованный в 1838 году. В центре его сюжета романтическая версия происхождения американского адмирала Джона Пола Джонса.

## Сюжет
Действие романа начинается в 1777 году у берегов Бретани. Капер «Индианка» берёт на борт заключённого по имени Лузиньян, которого нужно по приказу короля увезти в Гвиану на каторгу. В пути на «Индианку» нападает английский бриг, но она отражает атаку, причём Лузиньян участвует в схватке. Он становится другом капитана корабля, Поля Джонса. Через полгода Джонс снова прибывает в Бретань — чтобы встать на защиту Лузиньяна и узнать тайну своего происхождения.
Выясняется, что Лузиньяна осудили за внебрачную связь с дочерью маркиза д’Оре Маргаритой. Джонс узнаёт, что он сам — внебрачный ребёнок маркизы д’Оре и графа Морне, причём последнего убил на дуэли обманутый муж, сошедший после этого с ума. Увидев Джонса, похожего как две капли воды на своего отца, маркиз умирает от апоплексического удара. Джонс соглашается молчать о своём происхождении, чтобы не компрометировать мать, а Лузиньян женится на Маргарите и становится губернатором Гваделупы.

## Создание и оценки
Александр Дюма-отец написал «Капитана Поля» совместно с Адриеном Доза, взяв за основу свою пьесу «Пол Джонс» и роман Джеймса Фенимора Купера «Лоцман». «Капитан Поль» был опубликован в 1838 году в газете Le Siecle. Позже вышло отдельное книжное издание.
Роман имел большой успех у читателей: за три недели, в течение которых он выходил в Le Siecle, у газеты прибавилось пять тысяч подписчиков. С этого момента Дюма считался одним из лучших французских авторов, работавших в жанре романа-фельетона: он продемонстрировал своё умение интриговать читателя и заставлять его дожидаться следующей главы.